# Populus steiniana
Populus steiniana är en videväxtart som beskrevs av Joseph Friedrich Nicolaus Bornmüller. Populus steiniana ingår i släktet popplar, och familjen videväxter. Inga underarter finns listade i Catalogue of Life.